# Берклі-Лейк (Джорджія)
Берклі-Лейк (англ. Berkeley Lake) — місто (англ. city) в США, в окрузі Гвіннетт штату Джорджія. Населення — 2054 особи (2020).

## Географія
Берклі-Лейк розташоване за координатами 33°59′11″ пн. ш. 84°11′2″ зх. д. / 33.98639° пн. ш. 84.18389° зх. д. (33.986339, -84.183811).  За даними Бюро перепису населення США в 2010 році місто мало площу 3,11 км², з яких 2,79 км² — суходіл та 0,31 км² — водойми. В 2017 році площа становила 4,82 км², з яких 4,53 км² — суходіл та 0,28 км² — водойми.

## Демографія
Згідно з переписом 2010 року, у місті мешкали 1574 особи в 572 домогосподарствах у складі 474 родин. Густота населення становила 507 осіб/км².  Було 606 помешкань (195/км²).
Расовий склад населення:
| - 75,5 % — білих - 14,3 % — азіатів - 5,7 % — чорних або афроамериканців - 0,1 % — корінних американців - 1,3 % — осіб інших рас |

До двох чи більше рас належало 3,1 %. Частка іспаномовних становила 3,6 % від усіх жителів.
За віковим діапазоном населення розподілялося таким чином: 25,3 % — особи молодші 18 років, 63,0 % — особи у віці 18—64 років, 11,7 % — особи у віці 65 років та старші. Медіана віку мешканця становила 46,0 року. На 100 осіб жіночої статі у місті припадало 98,5 чоловіків;  на 100 жінок у віці від 18 років та старших — 92,6 чоловіків також старших 18 років.
Середній дохід на одне домашнє господарство  становив 141 882 долари США (медіана — 118 571), а середній дохід на одну сім'ю — 150 282 долари (медіана — 130 100). Медіана доходів становила 104 643 долари для чоловіків та 65 417 доларів для жінок. За межею бідності перебувало 3,0 % осіб, у тому числі 1,9 % дітей у віці до 18 років та 7,9 % осіб у віці 65 років та старших.
Цивільне працевлаштоване населення становило 910 осіб. Основні галузі зайнятості: освіта, охорона здоров'я та соціальна допомога — 24,2 %, науковці, спеціалісти, менеджери — 17,5 %, фінанси, страхування та нерухомість — 12,9 %, мистецтво, розваги та відпочинок — 8,5 %.